# 2019年の大韓民国
2019年の大韓民国 （2019ねんのだいかんみんこく）では、2019年（檀紀4352年）の大韓民国に関する出来事について記述する。

## 国家元首等
- 大統領
  - 第19代: 文在寅 （2017年5月10日 - 2022年5月9日）
- 国務総理
  - 第45代: 李洛淵 （2017年5月31日 - 2020年1月14日）

## できごと

### 1月
- 1月24日 -  大法院が朴槿恵前政権の意向を受けて元徴用工らの民事訴訟の進行を遅らせたとされる事件で、ソウル中央地検が前大法院長の梁承泰（朝鮮語版）を職権乱用などの疑いで逮捕した[1]。

### 4月
- 4月4日 - 2019年江原道山林火災。江原道麟蹄郡、高城郡など複数の地点で山火事が発生[2]、火勢は強風にあおられて束草市内にも拡大[3]。

### 5月
- 5月23日 - 慶尚南道金海市で盧武鉉元大統領10周忌追悼式が開かれる。式典にはジョージ・W・ブッシュ元アメリカ合衆国大統領らが列席した[4]。
- 5月30日 - 仁川広域市から水を仁川赤い水道水事件（朝鮮語版）が本格的に始まった。

### 7月
- 7月16日 - この日より、韓国国内に半年以上に在留する、留学生を除く外国人の国民健康保険への加入は義務となる[5]。
- 7月27日 - 未明、光州市内のナイトクラブが崩壊。この事故により韓国人2名が死亡し、2019年世界水泳選手権に参加する外国人選手数人を含む16人が負傷[6]。

### 8月
8月9日-曹国事態が発生する。

### 9月
- 9月6日 - 京畿道知事李在明は城南市長在任中、実兄を精神病院へ強制入院させたことなどについて、水原高等裁判所は一審の無罪判決を覆し、300万ウォンの罰金刑を言い渡した。李知事は直ちに大法院に上告するとの考えを示した[7]。
- 9月9日
  - 文在寅大統領は曹国を法務部長官に任命した。8月の法務長官指定以降、曹国及びその家族にまつわる疑惑が次々と出たから、世論も反対が賛成を上回る状態であった[8][9]。
  - 女性秘書への性的暴行の罪に問われた元忠清南道知事の安熙正に対して、大法院は懲役3年6ヶ月の二審判決を維持する終審判決を言い渡した[10]。
- 9月17日 - 農林畜産食品部は、軍事境界線に隣接している京畿道坡州市の養豚場で、アフリカ豚熱の発生が韓国内で初めて確認されたと発表した[11]。
- 9月18日 - 農林畜産食品部は、坡州市に隣接している京畿道漣川郡の養豚場でもアフリカ豚熱が発生したと発表した。この事態を受け、同部は他地域への豚の出荷を3か月間制限する方針を示した[12]。

### 10月
- 10月31日 - 独島ヘリ墜落事故（朝鮮語版）が発生。

## 周年
- 5月23日 - 盧武鉉（政治家）没後10年。